# Круг, Филипп Иванович
Филипп Иванович Круг (нем. Johann Philipp Krug; 1764—1844) — немецкий и русский нумизмат, археолог и историк.

## Биография
Родился 29 января 1764 года в Галле.
Образование получил в университете родного города, на богословском факультете. В 1791 году он поступил домашним учителем в семейство польского полковника Курциуса, в Калише. После второго раздела Польши Курциус принял русское подданство и приехал в 1795 году в Москву, куда последовал за ним и Круг. В Москве он получил место домашнего учителя в доме графини Орловой.
По словам самого Круга, ещё в детстве появилась у него любовь к собиранию монет, а в России он стал собирать только русские монеты, что привело его к изучению русского языка, археологии и истории, а в особенности — церковно-славянского языка.
15 августа 1803 года Круг переехал в Санкт-Петербург, а 28 марта 1804 года получил место помощника хранителя библиотеки и минц-кабинета Эрмитажа.
Первые его исследования были сочувственно встречены Шлецером; его книга о русских монетах (русское издание: «Критические разыскания о древних русских монетах». — СПб., 1807) открыла ему доступ в Академию наук: 27 марта 1805 года Круг был избран адъюнктом. В своём сочинении Круг затронул много вопросов древнейшей русской хронологии и в дальнейшем стал углублённо разрабатывать эту тематику. В течение 1806 года он представил Академии доклад «Об источниках Нестора»; в течение 1807 года — доклады: «Поверка некоторых чисел в русских летописях» и «Поправка хронологии в русских летописях первой половины XII века».
В 1810 году вышел главный труд Круга «Kritischer Versuch zur Aufklaerung der byzantischen Chronologie : mit besonderer Rücksicht auf die frühere Geschichte Russlands» (Критический опыт Византийской хронологии в связи с древнейшей историей Руси). В этом сочинении им были разъяснены и неоспоримо доказаны многие факты древнейшей русской истории, вызывавшие прежде сомнения: установлено окончательно время крещения Ольги в Константинополе, устранены сомнения в подлинности договоров Олега и Игоря с греками и проч.; в труды лучших византинистов западной Европы Круг внёс немало поправок и дополнений.
Затем Круг занялся изданием сочинений своего умершего друга, академика Августа Лерберга, что сблизило его с канцлером Н. П. Румянцевым, который стал в случаях, касавшихся русской истории, руководствоваться его советами.
После нумизматики, хронологии и византийской истории Круг стал изучать вопрос о происхождении варягов на Руси.
Велика заслуга Круга в поддержке и организации археологической экспедиции П. М. Строева в Северную и Среднюю Россию, послужившей поводом к основанию Археографической комиссии; он содействовал приглашению в Академию Лерберга, Френа, Погодина, Шегрена, Устрялова.
Из адъюнктов Круг был произведен в экстраординарные академики в 1807 году; в ординарные — в 1818 году; в 1817 году был назначен главным хранителем Эрмитажной библиотеки, но он отказался от этой должности; в 1832 году он получил чин действительного статского советника.
Умер 4 (16) июня 1844 года в Санкт-Петербурге. Похоронен на Смоленском лютеранском кладбище.